# Blythe Hartley
Blythe Hartley (* 2. Mai 1982 in Edmonton, Alberta) ist eine kanadische Wasserspringerin. Sie startet sowohl beim Kunstspringen vom 1-m- und 3-m-Brett sowie beim 10-m-Turmspringen und beim Synchronspringen.
Hartley ist bei Schwimmweltmeisterschaften vor allem vom 1-m-Brett erfolgreich. 2001 in Fukuoka und 2005 in Montreal gewann sie die Goldmedaille, 2007 in Melbourne Silber und 2003 in Barcelona Bronze.
An Olympischen Spielen nahm Hartley erstmals 2000 in Sydney teil. Ihre beste Platzierung erreichte sie im Synchronspringen vom 3-m-Brett, wo sie zusammen mit ihrer Partnerin Eryn Bulmer Fünfte wurde. In der Einzelkonkurrenz vom 3-m-Brett belegte sie am Ende den zehnten Platz. Vier Jahre später bei den Olympischen Spielen in Athen errang Hartley ihre erste olympische Medaille. Im Synchronspringen vom 10-m-Turm gewann sie zusammen mit Émilie Heymans Bronze.
Hartley gewann zwischen 1999 und 2003 zudem fünf Medaillen bei Panamerikanischen Spielen und 2002 auch eine Medaille bei den Commonwealth Games.
Hartley wurde 1999 in Kanada zur Nachwuchssportlerin des Jahres gewählt. 2001 kürte sie der kanadische Wasserspringer-Verband zur Springerin des Jahres. Hartley studierte an der University of Southern California.